# Københavns Erhvervsservice
Københavns Erhvervsservice, (nu Københavns Erhvervshus) er en organisation, der stod for at administrere virksomheders henvendelse til det offentlige i Københavns Kommune, og er ligeledes landets største lokale erhvervsservice. Københavns Erhvervsservice yder rådgivning til iværksættere og vækstvirksomheder, ligesom de arbejder med den langsigtede erhvervsudvikling i København.

## Tilbud
Københavns Erhvervsservice tilbyder blandt andet:
- Værktøjer til at starte og drive virksomhed i København
- Hjælp til tilladelser til alt fra byggearbejde til alkoholservering
- Kurser for iværksættere og mindre etablerede virksomheder